# Anita Sarkeesian

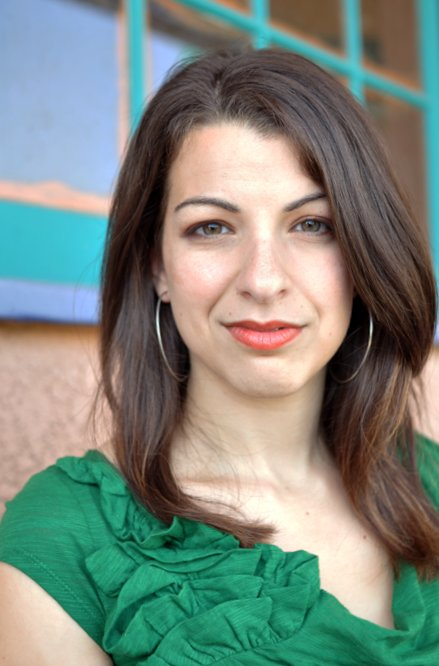
Anita Sarkeesian (2011)

Anita Sarkeesian (* 1983 bei Toronto) ist eine kanadisch-amerikanische feministische Medienkritikerin und Videobloggerin. Sie befasst sich mit der Darstellung und Rolle von Frauen in der Popkultur, vor allem in Computerspielen. Internationale Beachtung erfuhr sie in den Medien, nachdem das von ihr gestartete Projekt Tropes vs. Women in Video Games einen Shitstorm mit sexistischen und rassistischen Beschimpfungen zur Folge hatte.

## Leben
Anita Sarkeesian sagt über sich selbst, dass sie durch die „traditionelle armenische Kultur, die Immigrationserfahrungen ihrer Eltern und deren liberale Werte“ geprägt sei. Sie erlangte ihren Bachelor-Abschluss in Kommunikationswissenschaft an der California State University, Northridge. 2010 folgte ihr Master-Abschluss in Social and Political Thought an der York University, Toronto, mit einer Studie unter dem Titel “I’ll make a man out of you.” Strong women in Science Fiction and Fantasy Television.
Anita Sarkeesian fokussiert ihre Arbeit auf die Dekonstruktion von Stereotypen und Rollen-Klischees, mit denen Frauen in der Populärkultur assoziiert werden.

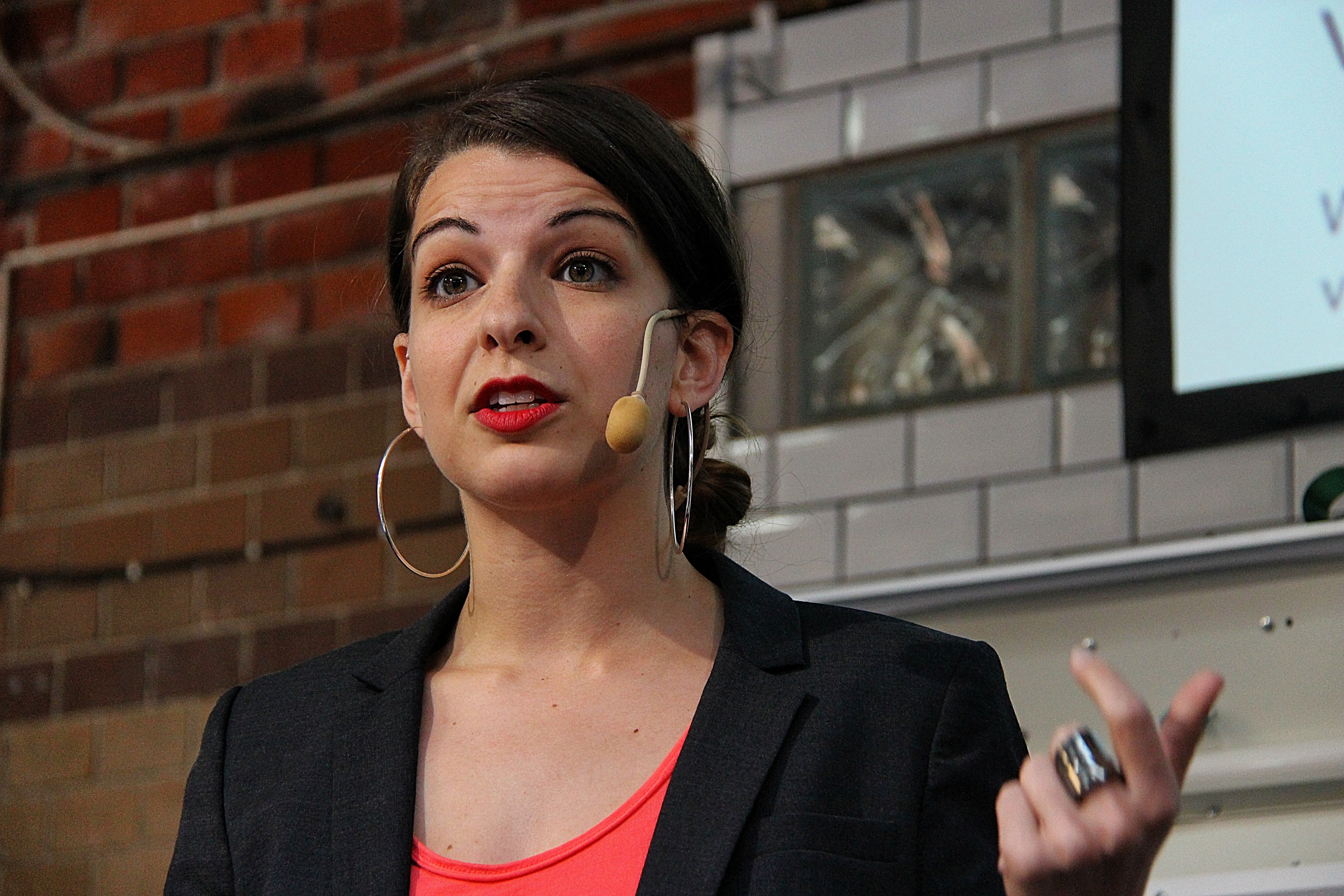
Anita Sarkeesian, Media Evolutions The Conference (2013)

Sarkeesian hält Vorträge an Universitäten, auf Konferenzen und für Computerspielentwickler. 2012 trat sie als Sprecherin auf der TED-Konferenz TEDxWomen auf. Medien wie Forbes, Wired, The Guardian und die New York Times haben sie interviewt oder über sie berichtet.
2023 kündigte Sarkeesian die Schließung von Feminist Frequency im Jahr 2024 an. Ihren Rückzug begründete sie mit Burnout und Erschöpfung. Ihre Projekte werden aber teilweise durch bisherige Mitarbeiterinnen weitergeführt und Materialien bleiben online verfügbar. Sie selbst ist weiterhin als Rednerin und Games-Consultant tätig.

## Videoblog „Feminist Frequency“
Bekannt wurde Sarkeesian mit ihrem Vlog Feminist Frequency auf YouTube, in dem sie in bisher vier Staffeln vor allem aktuelle Phänomene der Popkultur aus einer feministischen Perspektive kritisch betrachtet sowie die Grundlagen dieser Betrachtungsweise erläutert, indem sie beispielsweise ihre Adaption des Bechdel-Tests erklärt. Ihr Ziel sei es, „das Thema Feminismus aus den Vorlesungssälen und akademischen Zirkeln in die Netzwelt zu holen und einen neuen Raum der Auseinandersetzung zu schaffen“.
In ihrem Videokanal stellte sie 2011 die erste Serie von Webvideos mit dem Titel Tropes vs. Women ein. In dieser Videoserie setzt sie sich kritisch mit stereotypischen Darstellungen von Frauen in den Medien der erzählenden Popkultur auseinander (zum Beispiel der Damsel in distress, siehe Verfolgte Unschuld).

“A trope is a common pattern in a story or a recognizable attribute in a character that conveys information to the audience. A trope becomes a cliche when it’s overused. Sadly, some of these tropes often perpetuate offensive stereotypes.”

„Eine Trope ist ein gebräuchliches Muster in einer Geschichte oder ein erkennbares Merkmal eines Charakters, das dem Publikum eine Information überträgt. Eine Trope wird zum Klischee, wenn sie zu häufig benutzt wird. Leider lassen einige dieser Tropen oft beleidigende Stereotype fortbestehen.“

„Feminist-Frequency“-Videos werden im Schulunterricht und von Bildungsorganisationen in den USA und Kanada eingesetzt und wurden auf verschiedenen Konferenzen und Festivals gezeigt, wie der „Open Video Conference“, dem „Athena Film Festival“ (beide in New York) sowie dem „Festival International du Film Lesbien & Féministe de Paris“. 2014 erreichte der Kanal fast 5,8 Millionen Aufrufe.
2019 hatte der YouTube-Kanal noch etwa 200.000 Abonnenten und einige tausend Aufrufe pro Beitrag.

## Projekt „Tropes vs. Women in Video Games“

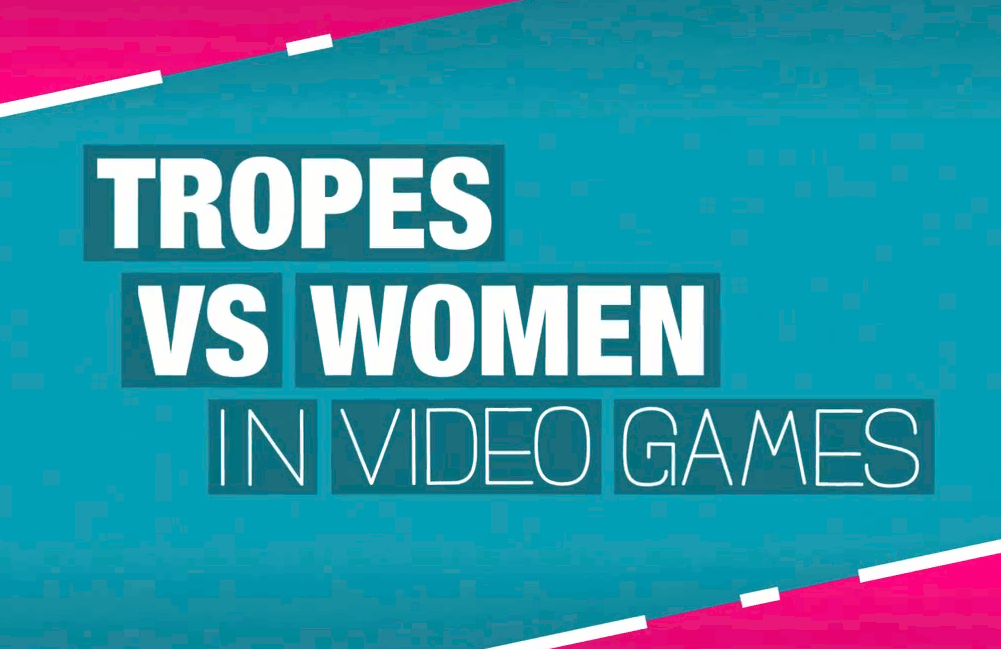
Tropes vs. Women in Video Games (Logo)

Sarkeesian startete im Mai 2012 auf der Website Kickstarter eine Crowdfunding-Kampagne für ihr Projekt, eine kostenfrei zur Verfügung stehende fünfteilige Videoserie mit dem Titel Tropes vs. Women zu produzieren, die sich mit frauenbezogenen Stereotypen in Videospielen befassen sollte. Beispiele für derartige Stereotype seien die Frau als Schwarze Witwe, als dämonische Verführerin, die den Mann nach dem vollzogenen Geschlechtsakt verschlingt, oder die Darstellung als Frau in Nöten, die halbnackte Kämpferin, die gutaussehende Feindin, die Frau als Hintergrunddekoration und die Frau als „Sexy Sidekick“. Das Ziel der Kampagne, 6.000 US-Dollar zu sammeln, wurde weit übertroffen. Insgesamt wurde ein Betrag von fast 160.000 US-Dollar erreicht.

### Hasskampagne
Danach kam es zu einer Hasskampagne gegen Anita Sarkeesian mit sexistischen und rassistischen Beschimpfungen, Gewalt- und Vergewaltigungsandrohungen und sexistischer Hetze.
Melanie Mühl meinte in der FAZ, dass „She needs a good dicking“ noch zu den freundlicheren Formulierungen zähle. Die Angriffe seien derart massiv, dass Anita Sarkeesian wohl zu Recht davon ausgehen könne, dass es sich um eine koordinierte Aktion handelte, hinter der sich die Benutzer diverser Spiele-Foren verbergen würden. Ihre Ankündigung, Computerspiele auf Sexismus zu untersuchen, hatte durch diese Kampagne schon Monate vor Erscheinen dazu beigetragen, Sexismus in der Internet- und Computerspiele-Kultur zu beleuchten. Das Ausmaß des Shitstorms wurde von vielen Beobachtern als Beweis dafür gesehen, dass das Problemfeld noch größer sei, als sie selbst angenommen hatte. Sarkeesian veröffentlichte Beispiele dieser Kampagne auf ihrem Blog. Ein User entwickelte ein interaktives Flashgame mit dem Titel Beat up Anita Sarkeesian, das er auf der Webseite Newgrounds veröffentlichte, in dem per Mausklick ein Foto von Sarkeesian mit zunehmenden Misshandlungsspuren überzogen werden konnte. Auf die von ihr betriebene Website wurden DDos-Attacken gefahren und der über sie angelegte Artikel in der englischsprachigen Wikipedia wurde mit pornografischen Bildern und anderen verunglimpfenden Darstellungen verunstaltet. Ihre Aktivitäten wurden mit ihrer angeblich jüdischen und afrikanischen Herkunft in Verbindung gebracht. Der Umgang mit Sarkeesian wurde weltweit thematisiert. Unter anderen berichtete die britische politische Wochenzeitung New Statesman über diese Attacken und zitierte Anita Sarkeesians Kommentar dazu:

“I am certainly not the first woman to suffer this kind of harassment and sadly, I won’t be the last. But I’d just like to reiterate that this is not a trivial issue. It can not and should not be brushed off by saying, […] “trolls will be trolls” or “it’s to be expected on the internet”. These are serious threats of violence, harassment and slander across many online platforms meant to intimidate and silence. And its not okay. Again, don’t worry, this harassment will never stop me from making my videos!”

„Ich bin sicherlich nicht die erste Frau, die solche Art von Belästigungen erleidet; und traurigerweise werde ich nicht die letzte sein. Ich wiederhole jedoch immer wieder, dass dies keine triviale Angelegenheit ist. Man kann es nicht beiseite fegen mit Worten wie […] ‚Trolle sind eben Trolle‘ oder ‚das ist im Internet zu erwarten‘. Vielmehr handelt es sich um ernste Gewaltandrohungen, Belästigungen und Beleidigungen auf vielen Online-Plattformen, die das Ziel haben, einzuschüchtern und zum Schweigen zu bringen. Und es ist nicht in Ordnung. Aber keine Sorge, dies wird mich nicht davon abhalten, meine Videos zu machen!“

In ihrem Blog, Feminist Frequency, kommentierte Anita Sarkeesian den aggressiven Gebrauch von Symbolen und Kommunikationsstrategien im Internet, der legitim sei, um mächtige Institutionen oder repressive soziale Normen zu kritisieren, der jedoch genauso als Werkzeug zur Unterdrückung marginalisierter Gruppen gebraucht werde. Diese Form der Belästigung sei am besten klassifiziert als Cyber-Mob-Attacke, da es eine Hasskampagne sei, lose organisiert durch mehrere Internetforen.
Wie Anita Sarkeesian dokumentieren Spielerinnen zunehmend ihre Erfahrungen mit sexuellen Belästigungen, homophoben, sexistischen oder rassistischen Angriffen anderer Spieler auf Plattformen und Wikis wie „Fat, Ugly or Slutty“ (der Name kommt von einer typischen Beleidigung, die Frauen von anderen Spielern erhalten), auf denen sie sich vernetzen.

## Ordinary Women
Sarkeesian startete am 8. März 2016 per Crowdfunding auf der Webseite Seed&Spark eine Kampagne für eine Serie von Web-Animationen mit dem Titel „Ordinary Women“. Ihr Projekt, so Sarkeesian, will Frauen wie Zheng Yisao und Emma Goldman, deren Leistungen nicht oder kaum gewürdigt werden und von denen die Geschichtsbücher viel zu selten erzählen, ein weiteres Mal in die Geschichte einschreiben.

## Rezeption und Reaktionen
2013 bezeichnete die Kommunikationswissenschaftlerin Carlen Lavigne in einer Studie den Fall Sarkeesians als Beispiel für weitverbreitete Misogynie in Cyberpunk, Science-Fiction und der Internetkultur insgesamt. Die Juristin Andrea Weckerle greift den Fall in ihrem Buch Civility in the Digital Age als Muster für das Vorgehen gegen Hasskampagnen im Internet auf.
Der Erfolg ihrer Kickstarter-Aktion zeige, so kommentierte Pascal Paukner in der Süddeutschen Zeitung, dass ihr Anliegen kein Nischenthema sei, sondern dass es Blogger, Entwickler und Spieler gebe, die von Lara Croft, Prinzessin Peach, Bayonetta und den immer gleichen Frauendarstellungen genug haben.
Die Unterstützung durch mehrere Tausende ließ das Guthaben bei Kickstarter auf über 150.000 $ ansteigen. Statt fünf Videos plante Anita Sarkeesian darum eine Serie von zwölf Folgen zu produzieren. Seit dem 7. März 2013 wird die Serie auf Sarkeesians YouTube-Kanal sowie auf ihrer Website feministfrequency.com veröffentlicht. In der ersten Episode beschäftigt sie sich mit dem weiblichen Rollenklischee der Damsel in Distress in Computerspielen, eine junge Frau in Not, die sich nicht selbst helfen kann, sondern erst von einem Mann gerettet werden muss. Ein bekanntes Beispiel hierfür ist Super Mario, der Held, der regelmäßig Prinzessin Peach aus den Fängen seines Erzfeindes rettet. Erik Kain lobte die Folge als exzellente und wichtige Kritik. In seinem Artikel über Sarkeesian und die Folgen unter dem Titel Angriff auf die Jungskultur bescheinigt Rainer Sigl ihr, dass sie mit unzähligen Beispielen akribisch dokumentiert habe, dass Videospiele mit sexistischen Motiven operieren. Nicht nur in den Spielen selbst, so Sigl, sondern auch in der dazugehörigen Industrie und in einem Anteil der Spielerschaft sei „ein problematischer, oft aggressiver Sexismus die Norm“, die in einem falschen Verständnis von „Spielkultur“ verbissen verteidigt werde. Todd Harper thematisiert in seiner 2013 erschienenen Cyberculture-Studie den Backlash gegen Anita Sarkeesian als symptomatisch für den Umgang mit Frauen in den Spiele-Communitys.
Im September 2015 sprach unter Anderen Sarkeesian auf einer Podiumsdiskussion vor einer Arbeitsgruppe der Vereinten Nationen bezüglich Gewalt im Internet gegen Frauen. Sarkeesian berichtete dort von den vielschichtigen Online-Belästigungen, die sie in den letzten drei Jahren erfahren hatte.

### Todesdrohungen
Im Vorfeld der Game Developers Conference 2014 hatten mehrere Organisatoren anonyme Bombendrohungen erhalten, mit der Forderung, dass Sarkeesian nicht ausgezeichnet werden solle.
Nach der Veröffentlichung des zweiten Teils von „Women as Background Decoration“ berichtete Anita Sarkeesian im August 2014 von konkreten Todesdrohungen, die sie über Twitter erhalten hatte. Sie verließ deswegen aus Sicherheitsgründen ihre Wohnung.
Daraufhin verfassten mehr als 2000 Vertreter der Spieleindustrie einen Offenen Brief an Spieler mit der Aufforderung, gegen Hass und Gewaltandrohung im Internet vorzugehen. Als Reaktion auf die Drohungen gegen Anita Sarkeesian entwickelte der Berliner Spieleentwickler waza games ein Newsgame mit dem Titel „No Male Heroes“, das die Gender-Thematik als Spielthema aufgreift.
Im Oktober 2014 musste Sarkeesian erstmals einen Vortrag absagen, nachdem die Utah State University im Vorfeld die Androhung eines Amoklaufs anlässlich Sarkeesians Vortrags erhalten hatte, und die Campus-Polizei nach bundesstaatlichem Recht keine Möglichkeit gehabt hätte, dort das Mitführen von Waffen zu unterbinden.

### Auszeichnungen
- Im März 2014 erhielt Anita Sarkeesian von der International Game Developers Association den Ambassador Award der jährlichen Game Developers Choice Awards. Damit werden Personen ausgezeichnet, die dazu beigetragen haben, den Stand der Computerspieleindustrie zu verbessern.[62][63][7] Sarkeesian ist die erste Frau, die diese Auszeichnung erhalten hat.[64][65] Sie wurde geehrt, weil sie mit ihrer Serie Tropes vs. Women in Video Games auf die Darstellung von Frauen in Videospielen aufmerksam gemacht hat.[66]
- 2014: Nominierung für Microsofts Women in Gaming Awards[67][66]
- 2015: Time zählte Sarkeesian zu den hundert einflussreichsten Persönlichkeiten 2015 in der Kategorie Pioniere.[68]
- 2015: Cosmopolitan führte sie in der Liste der „50 faszinierendsten Persönlichkeiten im Internet“ auf.[69]
- 2022: Peabody Award for Digital and Interactive Storytelling für Feminist Frequency und Sarkeesian[70]

## Schriften
- “I’ll Make a Man Out of You”: Strong Women in Science Fiction and Fantasy Television. Masterarbeit von Anita Sarkeesian. York University, Toronto, 2010.[71]
- Jennifer Jenson, Anita Sarkeesian: Buffy vs. Bella: The Re-Emergence of the Archetypal Feminine in Vampire Stories, in: Gareth Schott, Kirstine Moffat (Hrsg.): Fanpires: Audience Consumption of the Modern Vampire, New Academia Publishing 2011, ISBN 978-0-9845832-1-8, S. 55 ff.
- Mit Katherine Cross: Your Humanity is in Another Castle: Terror Dreams and the Harassment of Women. In: Daniel Goldberg, Linus Larsson (Hrsg.): The state of play: creators and critics on video game culture. Seven Stories Press, New York 2015, ISBN 978-1-60980-639-2, S. 103–126.
- Mit Ebony Adams: History vs Women: The Defiant Lives that They Don't Want You to Know. Feiwel & Friends, New York 2018, ISBN 978-1-250-14673-1.